# Hyophila subflaccida
Hyophila subflaccida är en bladmossart som beskrevs av Brotherus och Hugh Neville Dixon 1910. Hyophila subflaccida ingår i släktet Hyophila och familjen Pottiaceae. Inga underarter finns listade i Catalogue of Life.